# باتريك ماجنوسون
باتريك ماجنوسون هو منتج أسطوانات وكاتب أغاني سويدي، ولد في 17 مارس 1970.